# Хамптон (город, Миннесота)
Хамптон (англ. Hampton) — город в округе Дакота, штат Миннесота, США. На площади 3,5 км² (3,5 км² — суша, водоёмов нет), согласно переписи 2002 года, проживают 434 человека. Плотность населения составляет 124,8 чел./км².
- Телефонный код города — 651
- Почтовый индекс — 55031
- FIPS-код города — 27-26864[1]
- GNIS-идентификатор — 0644612[2]